# Арпажон
Арпажон (фр.: Arpajon) - французская коммуна, расположенная в 31 км к юго-западу от Парижа в департаменте Эсон в регионе Иль-де-Франс.
Арпажон берёт начало от галло-римского каструма, который находился в 250 году на важной дороге из Парижа в Орлеан, через сотни лет он получил своё нынешнее название и прославился, будучи владением маршала Филиппа де Ноай. Был связан со столицей во второй половине XIX века, став одновременно дачным курортом и важным промышленным и сельскохозяйственным центром. В наши дни является дальним пригородом Парижа, при этом сохраняет своё наследие и традиции и предлагает приятную жилую среду в 40 минутах езды от центра столицы.

## История

### Истоки
Во времена Римской Галлии, на перекрёстке между дорогой из Лютеции в Ценабум, в долине реки Орж, на территории племени Паризии был установлен каструм. Об этом свидетельствуют обнаруженные в 1960 году руины галло-римского кладбища. Поселение носило название Шастр (фр.: Chastres) .

### Средневековье, деревня Шастр-су-Монлери

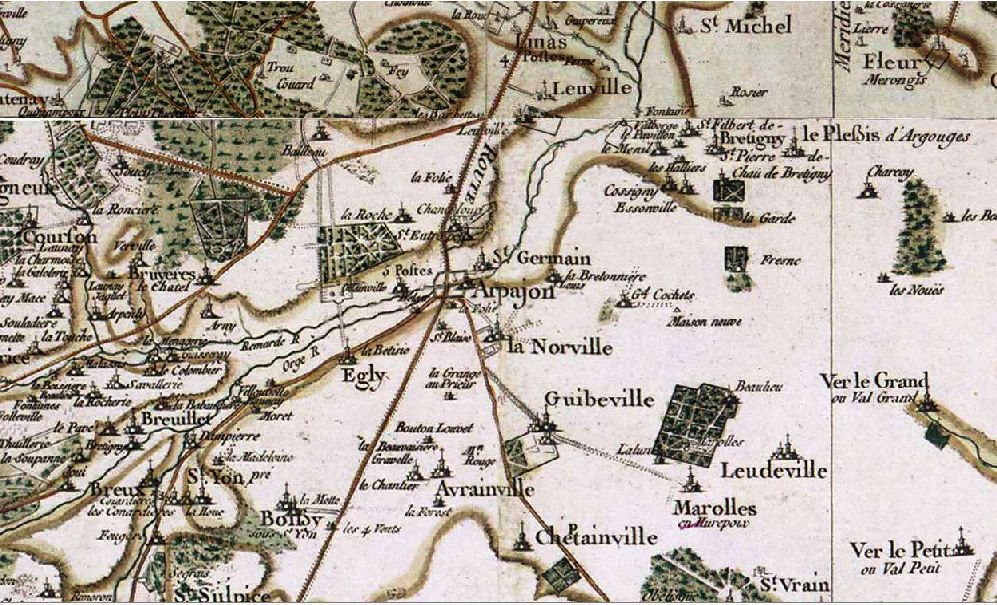
Карта " Арпажон Кассини.

В X веке в деревне была построена первая церковь, но она быстро разрушилась. В 1006 году Рено Вандомский, епископ Парижа, передал приход монахам-бенедиктинцам аббатства Сен-Мор, которые восстановили церковь, её колокольню и посвятили её Папе Клименту I. Они также построили монастырь.
Документ, датированный 1265 годом, свидетельствует о наличии в Арпажоне Отель-Дьё для размещения путешественников и нуждающихся, а также нескольких мельниц на реках Орж и Ремард. Город укреплён и имеет пять ворот.
В 1360 году, во время Столетней войны, город был осаждён королём Англии Эдуардом III, и церковь, в которой укрылись восемьсот человек, была сожжена, не оставив никого в живых.
В 1470 году сеньория Шастр подчинялась сеньору (владельцу) Маркуси. В июле 1470 года король Людовик XI разрешил для своего советника и камергера Жана де Гравиля провести два ярмарочных дня в этой деревне, о чём свидетельствуют патентные письма .

### Эпоха от Шастра до Арпажона
В 1510 году монахи, благодаря щедрости знатных семейств, провели капитальный ремонт церкви, а в 1542 году было создано подразделение Шастра, приобщённое к общине Парижа. В 1545 году сеньория Шастра стала независимой.
В 1643 году в Арпажоне был отлит колокол "Антуанетта". 28 апреля 1652 года Тюренн разместил свои войска в Шастре, чтобы защитить двор в Сен-Жермене, прежде чем двинуться на Этамп 3 мая.
В 1717 году Отель-Дьё был полностью перестроен. В 1720 году Луи де Северак, маркиз д'Арпажон, из знатной средневековой семьи Арпажон, купил его и получил от герцога Филиппа II Орлеанского привилегию дать городу своё имя. Однако, переименование заняло продолжительное время, и крестьяне, которые не хотели отказаться от имени Шастр, избивались. Маркиз д'Арпажон пообещал снизить местные налоги на два года. От семьи маркиза городу достался гласный герб. В 1733 году д'Арпажон снёс старые северные городские ворота, слишком узкие для многих экипажей, и вместо них возвёл две пилястры, ныне это Порт-де-Пари. Маркиз д'Арпажон скончался 21 августа 1736 года и был похоронен в приходской церкви.
В 1782 году Бенджамин Франклин установил громоотвод на шпиле церкви Святого Климента .

### Расцвет Арпажона

#### Французская революция, Арпажон становится Франквалем
Во время революции город стал носить имя Франкваль.
Владелец Арпажона, Филипп де Ноай, был гильотинирован в один день со своей супругой, Анной Клод Луизой д'Арпажон, первой почётной статс-дамой Марии-Антуанетты.

#### Наполеон I и Жозефина в Арпажоне
Замок был продан в 1802 году, а затем снесён. В 1800 году был создан кантон Арпажон, впоследствии присоединённый к округу Корбей в департаменте Сена и Уаза. В 1806 году Наполеон I и императрица Жозефина посещают город и преподносят главный алтарь церкви.

#### Градостроительные работы XIX века
В 1833 году была открыта большая почтово-телеграфная гостиница.
Во второй половине XIX века было осуществлено строительство бульвара де ла Гар, открытие в 1865 году вокзала и строительство загородных вилл .
В 1868 году город разместил ратушу на месте дворянского замка. Затем, в 1889 году, город приобрёл пагоду, представленную на Всемирной выставке в Париже .

#### Промышленность
В 1851 году братья Мартин, родом из Лиможа, основали обувную фабрику, на которой в 1900 году работало 450 взрослых и около 50 детей. Фабрика был куплена французской обувной маркой André в 1920 году и окончательно закрылась в 1956 году .

## Культура и религия

### Фестивали

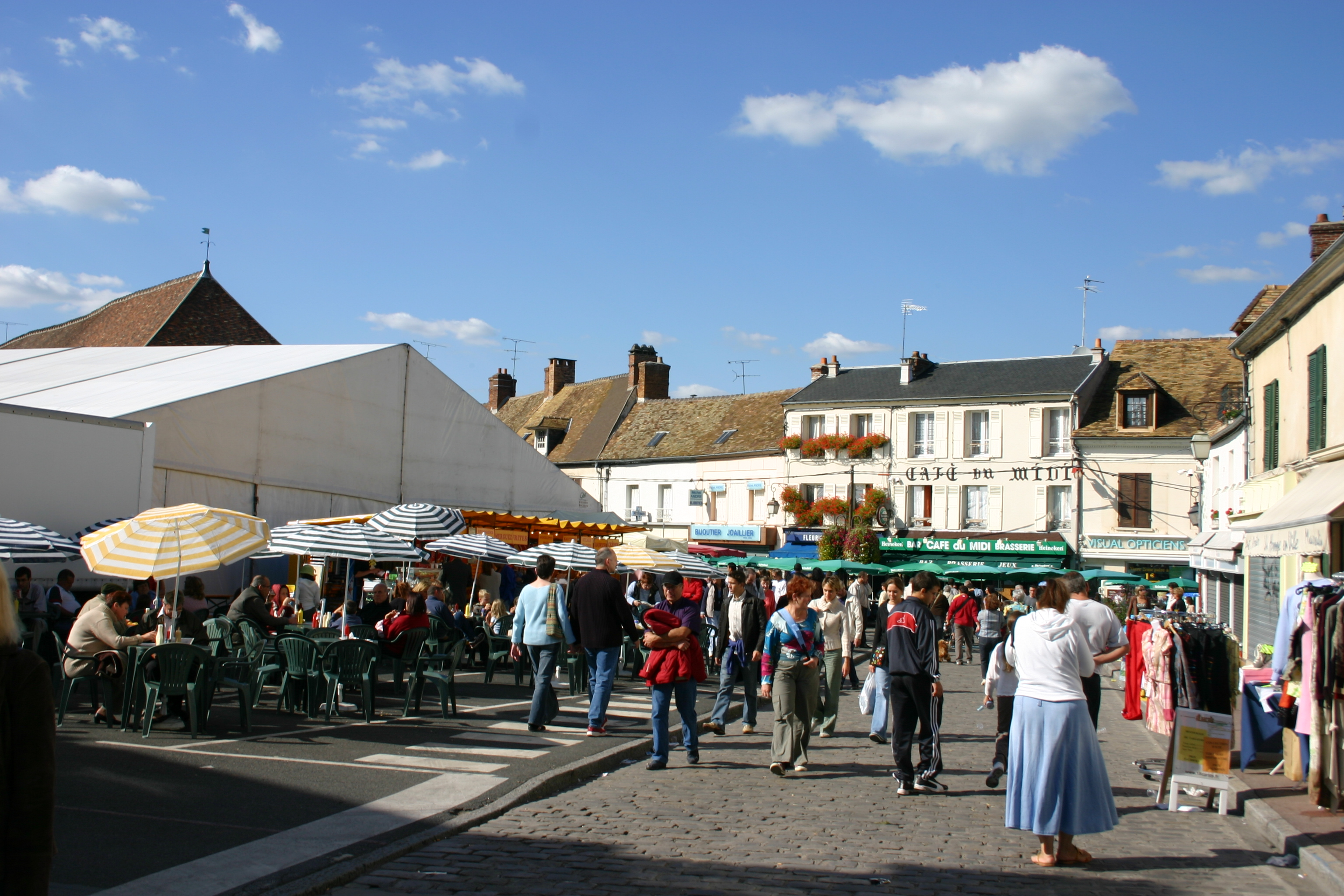
Площадь Шатр во время Бобовой ярмарки.

В городе ежегодно проводятся два праздничных мероприятия.
Карнавал в Бино, во время которого горит чучело интенданта на площади Шатр, проходит ежегодно в первое воскресенье марта .
Бобовая ярмарка, коммерческое и ремесленное мероприятие, созданное в 1922 году и признанное национальной ярмаркой с 1970 года, проводится каждый год в третьи выходные сентября.
В городе проводятся и другие национальные мероприятия, такие Музыкальный фестиваль .

### Места поклонения

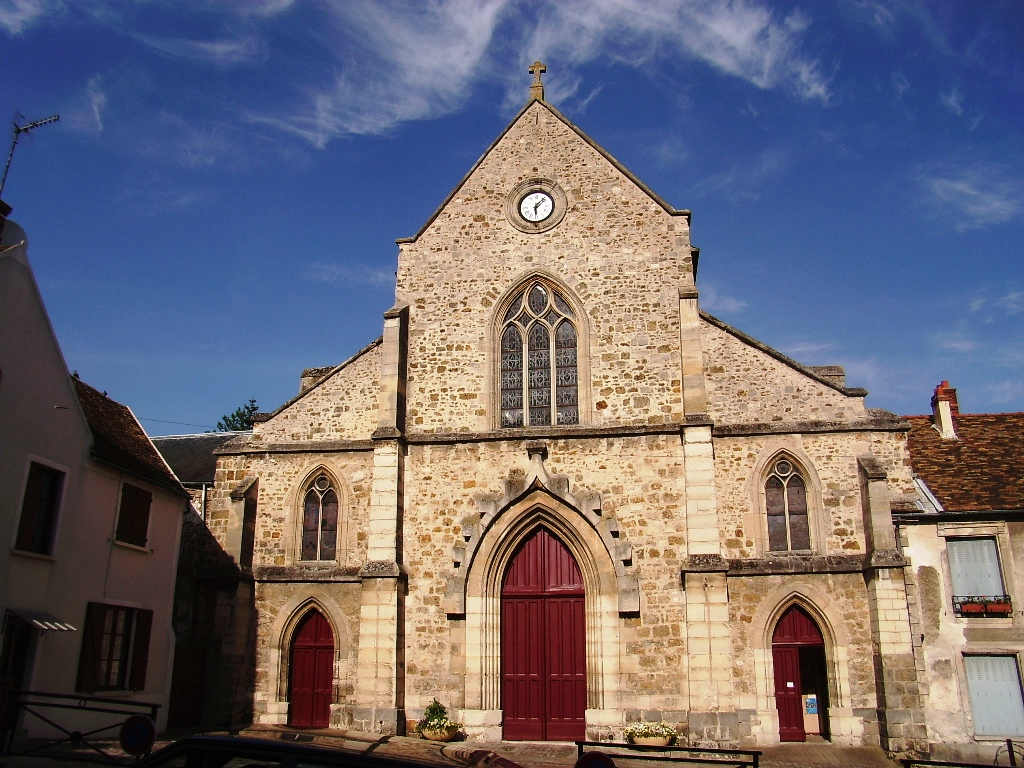
Церковь Святого Климента.

Католический приход Арпажон подчиняется епархии Эври-Корбей-Эссонн . Главный храм посвящён святому Клименту  .
В городе есть евангелическая протестантская церковь . У других религиозных конфессий нет культовых сооружений на муниципальной территории.

### Арпажон в искусстве и культуре
- Близость Парижа и близость киностудий в Сен-Жермен-ле-Арпажон позволили Арпажону появиться в различных фильмах, в частности, в 1960 году рыночная площадь и Порт-де-Пари стали местом съёмок фильма «Президент» режиссёра Анри Верней. В 1966 году в Арпажоне снимались сцены фильма "Горит ли Париж?" режиссёра Рене Клемана.
- Оноре де Бальзак помещает часть своего фельетона «Начало жизни» в Арпажон.
- Персонаж "Графиня из Арпажона" появляется в произведении Марселя Пруста "В поисках утраченного времени".
- Действие романа Жоржа Сименона "Ночь на перекрёстке" (1931) происходит в окрестностях Арпажона.

## Личности, связанные с городом
- Корбиниан Фрайзингский (680 - 730), епископ и католический святой, жил в этом городе.
- Луи де Северак (1667-1736), маркиз д'Арпажон, купил Сен-Жермен-ле-Шатр в 1720 году и дал своё имя главному городу, который стал Арпажоном.
- Здесь родилась Анн Клод Луиза д'Арпажон (1729-1794), первая фрейлина Марии Лещинской и Марии-Антуанетты.
- Бенджамин Франклин (1710-1790) в 1782 году установил громоотвод на шпиле колокольни церкви Сен-Клеман.
- Рене Томас и Эрнест А.Д. Элдридж по очереди побили здесь рекорд наземной скорости в 1924 году.
- Жоэль Робюшон (1945 - 2018), известный повар, получил золотую медаль города Арпажон в 1966 году, а также бронзовую и серебряную медали.
- Здесь родился актёр Вадек Станчак (1961 -).
- Нино Майсурадзе (1982 -) чемпионка Франции по шахматам 2013 и 2014 годов грузинского происхождения, прожила здесь десять лет.